# Ovratnica iz Sintre
Ovratnica iz Sintre (portugalsko Xorca de Sintra) je zlat ovratni obroč iz bronaste dobe, najden v bližini Sintre na Portugalskem. Od leta 1900 je del zbirke Britanskega muzeja in je že dolgo občudovan zaradi prefinjenosti in geometrijske lepote njegove zasnove in tehnike.

## Opis
Ovratnica iz Sintre je izdelana iz treh debelih okroglih palic stopnjevanega premera, ki so na koncih zožene in spojene skupaj. Rebrasta povezovalna plošča je ohlapno pritrjena s kavlji na koncu, ki gredo skozi perforacije. Sprednji segmenti prečk nosijo vrezan geometrijski okras vzporednih črt, razdeljen na plošče in obrobljen z nizom trikotnikov (znan kot motiv pasjega zoba). Na obeh koncih sta pritrjeni dve ločeno oblikovani zlati skodelici z notranjo konico in profilnim trakom. Zaponka je okrašena s petimi rebri, od katerih imajo tri vrezane poševne črte.

## Odkritje
Zlato ovratnico naj bi leta 1878 našli delavci, ki so kopali jarek v kamnolomu v župniji Casal Amaro v Santa Marii blizu Sintre na Portugalskem. Po takratnih poročilih so ovratni obroč našli skupaj s človeškimi kostmi v grobu. Kmalu po odkritju je najdbe odkupil lastnik zemljišča. Kasneje so ga kupili londonski trgovci John Hall Junior & Co, ki so ga na prelomu stoletja prodali Britanskemu muzeju.

## Pomembnost
Ovratnica iz Sintre je ena od številnih podobnih najdb nakita iz bronaste dobe, zabeleženih ob atlantski obali Evrope. Okras je na primer primerljiv s sodobnimi vratnimi obroči, najdenimi v južni Španiji na mestih, kot je Sagrajas blizu Badajoza. Vendar pa je njegova kompleksna zasnova zoženih palic in zaponke s pripadajočimi kavlji edinstvena.

### Skupina najdb Sagrajas-Berzocana
Skupina najdb Sagrajas-Berzocana združuje vrsto arheoloških najdb z jugozahoda Iberskega polotoka. Gre za artefakte iz pozne bronaste dobe, iz katerih izstopajo številne zlate zapestnice in ogrlice.
Prve od teh zlatih zapestnic so bile najdene na Portugalskem v 19. stoletju, kjer so nekatere kose pozneje pretalili ali prodali evropskim muzejem. Te in druge zlate ogrlice v muzejih so spodbudile raziskave o povezavah med kulturami pozne bronaste dobe v Evropi. V 1970-ih so bile v Španiji narejene dodatne zaloge bronastodobnih zlatih obročev, najprej v Sagrajasu in pozneje v Berzocani, ki so imeli podobne okraske kot portugalski kosi. Končno je bilo približno 40 podobnih kompleksov najdb združenih v skupino najdb Sagrajas-Berzocana. Za to skupino najdb iz Iberskega polotoka je značilen vrezan zlat nakit, vključno z masivnimi ovratnimi obroči z značilno zaponko.